# Comuna Beltiug, Satu Mare
Beltiug (în maghiară Krasznabéltek, în germană Bildegg) este o comună în județul Satu Mare, Transilvania, România, formată din satele Beltiug (reședința), Bolda, Ghirișa, Giungi, Rătești și Șandra.
Comuna Beltiug este situată în sudul județului Satu Mare în zona de contact a Câmpiei Crasnei cu versanții vestici ai dealurilor Codrului, fiind străbătută de râul Crasna , la o distanță de 35 km de municipiul Satu Mare pe drumul E81, care leagă municipiile Satu Mare, trecând prin municipiul Zalău cu municipiul Cluj-Napoca. Comuna Beltiug se învecinează: la nord cu orașul Ardud, la est și sud-est cu comuna Socond, la sud cu comuna Supur, la vest cu Comuna Craidorolț și cu Comuna Acâș.
Suprafața totală a comunei este de 11703 ha, intravilan 897 ha iar în extravilan de 10806 ha.

## Relief
Din punct de vedere geologic comuna Beltiug face parte din unitatea tectonică de bordure a Depresiunii Panonice, unitate ce s-a individualizat în urma evenimentelor geologice din teritoriul superior în cuaternar. Relieful comunei se caracterizează prin peisajul dat de contactul dintre Piemontul Codrului și zona de câmpie a Crasnei.
Câmpia Crasnei face parte dintr-o unitate geografică mai mare, care este Câmpia Someșului. Este brăzdată de râul cu același nume, Crasna, și ocupă partea centrală și nordică din regiunea hotarului comunei. Relieful actual al șesului s-a conturat în urma retragerii apelor Mării Panonice, care intră asemenea unui golf până la poalele Culmii Codrului și la marginea dealurilor Silvaniei. În urma retragerii apelor mării a rămas un mâl la suprafața scoarței terestre, care a fost ridicat de vânturi și depus sub formă de loess (lut gălbui). Acest strat poate fi găsit și în zilele noastre și observat la forarea fântânilor, la adâncime de 0,5-1 metri, suprapus peste straturi de nisip și pietriș, ceea ce determină dificultățile de cultivare a acestor soluri. Câmpia ocupă partea vestică și sudică a comunei.
Culmea Codrului se întinde până la marginea estică a hotarului comunei Acâș și este cunoscută sub numele de Dealurile Beltiugului și Dealurile Dobrei. Suprafața deluroasă este o zonă în care munții s-au prăbușit și stau înecați sub sedimente groase, cu excepția spinării puțin înalte de șisturi cristaline - Culmea Codrului , cu partea vestică care trece destul de brusc în Câmpia Crasnei .
La poalele masivului cristalin al Culmii Codrului se așterne o zonă de dealuri piemontane alcătuite dintr-un material foarte complex de nisipuri intercalate cu pietrișuri, argile și marne. O parte din aceste dealuri sunt împădurite, o parte ocupate cu pajiști naturale, culturi agricole și plantații de pomi fructiferi și viță de vie. În zona colinară s-au semnalat slabe alunecări de teren fiind luate măsuri de combatere a eroziunii prin plantări de pomi.

## Clima
Teritoriul comunei Beltiug se încadrează în sectorul climatic al Câmpiei de Vest. Aceasta se caracterizează printr-o relativă uniformitate teritorială. Climatul corespunde tipului de climă temperat – continentală moderată, cu un regim termic cald ( veri călduroase și ierni ceva mai blânde decât în restul țării ). Verile sunt moderate 19 -20̊ C iar iernile lungi și reci ( -1̊… -2̊ C), temperatura medie anuală fiind cu 1,2̊ până la 1,3̊ mai mică decât în sud. Numărul zilelor de îngheț de iarnă este de numai 50-60 pe an, dar se mai ivesc înghețuri târzii de primăvară, de obicei la sfârșitul lunii aprilie. Temperaturile maxime absolute nu depășesc 40̊ C iar cele minime nu scad sub – 30̊ C. Climatul oferă condiții convenabile pentru culturile agricole.
Precipitații
Nebulozitatea care este relativ redusă 5, 5 condiționează un număr însemnat de zile însorite (70-75) însumând circa 2000 de ore pe an. Cantitatea anuală de precipitații variază în jur de 600 mm, din care aproape jumătate ( 45,6 % ) cad la sfârșitul primăverii și vara. Perioada maximă apare în luna mai și iunie ( circa 25 % ). Numărul anual de zile cu precipitații este de 120 – 130 pe an, din care 20 sânt cu ninsoare. De obicei prima zăpadă cade în prima decadă a lunii decembrie, dar nu se menține.
Presiunea atmosferică și regimul vânturilor
Dată fiind altitudinea mică ( aprox. 200 m ), presiunea atmosferică înregistrează valori ridicate în jur de 1000 mb, cu mici oscilații de la un anotimp la altul. Regimul eolian indică o predominanță din sectorul nord-vest ( 75 – 80 % ), primăvara și vara fiind mai frecvente vânturile vestice, cu maxima în iulie, iar toamna și iarna cele estice și nord-estice. Vânturile afectează în mare măsură regimul precipitațiilor, în special cele de vest care generează ploile de primăvară și vară. Predomină de obicei vânturile din sectorul nord-vestic, care favorizează frecventele invazii de aer rece și umed, atras de cicloni proveniți din zona Atlanticului.
Zona Beltiug dispune de un mediu climatic relativ omogen, cu o mică, nuanță între climatul de câmpie și ce le deal.
Clima localiății Beltiug se caracterizează ca fiind una temperat continentală cu un regim termic mai cald, cu desprimăvăriri timpurii și cu precipitații relativ reduse, fiind o climă favorabilă majorității culturilor agricole precum și pentru pomi fructiferi și viticultură.

## Hidrografia
La sud- vest de localitatea Beltiug curge râul Crasna, care izvorăște în Munții Apuseni și se varsă în Tisa, iar la nord-est de aceasta localitate își are cursul râul Bolda. La 2,8 km de localitatea Beltiug, se află forajul de apă termală ( sonda FB 1 ) cu apă minerală iodurată, bicarbonatată, clorurată, sodică, hipermetală, hiptonă, cu o temperatură de 65̊ C.
Alimentarea cu apă a comunei Beltiug se face din fântâni proprii ale populației.

## Flora și fauna
Răspândirea vegetației și faunei este strâns legată de climă și relief.
Vegetația este arborescentă și pădurile sunt reprezentate prin stejar ( Quercus robur), carpen (Carpinus betulus), frasin (Fraxinus), plop ( Populus), jugastru (Acer campestre) și altele. Pajiștile întâlnite la pășuni și fânețe au plante caracteristice precum păiușul (Festuca porcii), obsiga (Bromus tectorium), firuța bulboasă (Poa bulbosa), ghizdeiul ( Lotus corniculatus), iar în locurile mlăștinoase, specii de rogoz, pipirig și stuf. Este evident impactul omului în acest areal, deoarece a desființat aproape total arealul silvostepei, cat și cel al pădurii, înlocuindul cu culturi. Au rămas doar câteva petice de stepă secundară sau pâlcuri de pădure.
Fauna nu este pre bogată dar merită să fie amintite insecte ce se găsesc în număr mare ca libelula, greierii, cosașul verde (Tettigonia viridissima), lăcusta călătoare, gândacul de colorado (Leptinotarsa decemlineata) ( care provoacă pagube culturilor de cartofi) , cărăbușul de mai(Melolontha melolontha), rădașca (Lucanus cervus), cărăbușul negru care este prezent în păduri, precum și o mare varietate de fluturi. Păsările au devenit mai puține datorită asanării mlaștinilor și tăierii arbuștilor de pe câmp. Se întâlnesc mierla, pițigoiul de grădină, cioara de semănături, vrabia, guguștiucul (Streptopelia decaocto) și rar rața și gâsca sălbatică precum și fazan (Phasianus colchicus), prepelița (Coturnix coturnix) și potârnichea (Perdix perdix). Avifauna este reprezentată de o serie de păsări răpitoare, mai ales care se hrănesc cu rozătoare precum: vânturelul roșu ( Falco tinnunculus), șoimul rândunelelor ( Falco subbuteo), uliul porumbar și uliul păsărar. Dintre răpitoare de noapte: cucuveaua (Athene noctua), ciuful de pădure ( Asio otus) etc.
Dintre mamifere putem aminti căprioara ( Capreolus capreolus), mistrețul (Sus scrofa), vulpea ( Canis vulpes), iepurele de câmp ( Lepus europaeus), dihorul (Mustela putorius) - în păduri. Pe terenurile arabile și pășuni sunt caracteristice o serie de rozătoare ca: popândăul (Citellus citellus), hârciogul ( Cricetus cricetus), șoarecele de câmp ( Microtus arvalis), ariciul, șoarecele comun ( Buteo buteo) schimbat iarna de șorecarul încălțat ( Buteo Lagopus).
Dintre amfibieni putem aminti broasca râioasă brună ( Bufo bufo) și broasca râioasă verde ( Bufo viridis).

## Demografie
Componența etnică a comunei Beltiug
     Români (36,64%)
     Maghiari (29,23%)
     Germani (13,97%)
     Romi (12,51%)
     Alte etnii (7,65%)
Componența confesională a comunei Beltiug
     Romano-catolici (34,26%)
     Ortodocși (32,24%)
     Reformați (18,01%)
     Penticostali (5,63%)
     Creștini după evanghelie (1,03%)
     Alte religii (1,89%)
     Necunoscută (6,95%)
Conform recensământului efectuat în 2021, populația comunei Beltiug se ridică la 3.021 de locuitori, în scădere față de recensământul anterior din 2011, când fuseseră înregistrați 3.228 de locuitori. Cei mai mulți locuitori sunt români (36,64%), cu minorități de maghiari (29,23%), germani (13,97%) și romi (12,51%). Din punct de vedere confesional, cei mai mulți locuitori sunt romano-catolici (34,26%), cu minorități de ortodocși (32,24%), reformați (18,01%), penticostali (5,63%) și creștini după evanghelie (1,03%), iar pentru 6,95% nu se cunoaște apartenența confesională.

## Politică și administrație
Comuna Beltiug este administrată de un primar și un consiliu local compus din 13 consilieri. Primarul, Ioan Bartok-Gurzău[*], de la Partidul Național Liberal, este în funcție din 2012. Începând cu alegerile locale din 2024, consiliul local are următoarea componență pe partide politice:
|  | Partid                                     | Consilieri | Componența Consiliului | Componența Consiliului | Componența Consiliului | Componența Consiliului |
|  | ------------------------------------------ | ---------- | ---------------------- | ---------------------- | ---------------------- | ---------------------- |
|  | Partidul Național Liberal                  | 4          |                        |                        |                        |                        |
|  | Uniunea Democrată Maghiară din România     | 3          |                        |                        |                        |                        |
|  | Forumul Democrat al Germanilor din România | 3          |                        |                        |                        |                        |
|  | Partidul Social Democrat                   | 2          |                        |                        |                        |                        |
|  | Uniunea Salvați România                    | 1          |                        |                        |                        |                        |

## Personalități născute aici
- Francisc Cociș (n. 1930), gimnast;
- Viorel Sălăgean (1942 - 2003), jurnalist, scriitor, politician;
- Nicolae Mureșan (n. 1957), cântăreț de muzică populară.